# Libera
Libera (conegut en els seus inicis com el St. Philip's Boy Choir, i fins a 1997 com els Angel Voices) és un grup vocal juvenil anglès fundat per Robert Prizeman i actualment dirigit per Sam Coates, que es caracteritza per integrar diversos gèneres musicals (coral, clàssica, jazz, new age, pop) en textures polifòniques que combinen fragments corals amb solos, duos o trios. Ofereix concerts de manera regular a diversos països d'Europa, Amèrica i Àsia. Ha publicat gairebé una trentena d'àlbums, incloent-hi àlbums d'estudi, en directe i recopilatoris, alguns dels quals han acaparat els primers llocs a les llistes de vendes en països com Japó i el Regne Unit. També han gravat diversos videoclips, a més de col·laborar en altres projectes i bandes sonores de pel·lícules, amb artistes com Hans Zimmer, Brian Wilson (dels Beach Boys) o Elton John.
L'estil musical de Libera parteix de la tradició coral clàssica de les veus blanques i incorpora nous sons, textures musicals i estils en molts dels seus temes, per la qual cosa podria qualificar-se d'eclecticisme o poliestilisme. En les ressenyes professionals, apareix com un crossover classic o neoclàssic.
Tot i que la majoria dels nens procedeixen del cor de la parròquia anglicana de St. Philips (Norbury, sud de Londres), el projecte ha anat acollint nens de diverses procedències, estrats socials i confessions. En 1999 s'adopta el nom de Libera, que havia estat el títol d'una cançó composta per Prizeman i publicada com a senzill en 1995, que s'inspira en el Libera me, fragment de la Missa de Rèquiem en llatí.
El seu àlbum Beyond va publicar-se el 12 d'octubre de 2018 i un any més tard, el novembre de 2019, van fer el llançament de Christmas Carols with Libera. Per a la tardor de 2021 s'anunciava If, l'any 2023 apareixia Forever i finalment l'octubre de 2024 s'anunciava Dream.

## Àlbums
| - 2024 – Dream - 2023 – Forever - 2021 – If - 2019 – Christmas Carols with Libera - 2018 – Beyond - 2017 – Hope - 2016 – Libera at Christmas (EP) - 2015 – Angels Sing: Libera in America - 2013 – Angels Sing: Christmas in Ireland | - 2012 – Song of Life - 2011 – Libera: The Christmas Album - 2010 – Peace - 2009 – Eternal (recopilatori) - 2008 – New Dawn - 2007 – Angel Voices: Libera in Concert - 2006 – Angel Voices - 2006 – Welcome to Libera's World (Japó) - 2005 – Visions | - 2004 – Free - 2003 – Complete Libera, doble-CD que conté "Libera" i "Luminosa" - 2001 – Luminosa - 1999 – Libera - 1997 – Angel Voices 3 - 1996 – Angel Voices 2 - 1992/1993 – Angel Voices - 1990 – New Day - 1988 – Sing for Ever |

## Solistes principals
- Jaymi Bandtock i Sam Harper.
- Gareth Lowman
- Anthony Maer
- Oliver Putland (n. 1979). Actiu entre 1987 i 1993.
- Daren Geraghty (n. 1980).
- Chris Baron.
- Liam O'Kane. Es va unir al St. Philip 's Boy Choir el 1993, quan tenia 8 anys. Al costat d'Adam Harris, Steven Geraghty i Alex Baron, va ser un dels principals solistes en la segona meitat dels 90s. Apareix en diversos vídeos del cor, i amb ell va estar en diversos programes de TV. Va romandre en el grup fins al 2001. Després, ha seguit dedicant-se a la música.
- Adam Harris (n. 1985). Actiu entre 1996 i l'any 2000. Molt conegut per Lux Aeterna[1] o per Gaudete.
- Steven Geraghty.[2] Nascut el 1987, es va unir a Angel Voices quan només tenia set anys, seguint els passos del seu germà Daren (qui és la veu principal del primer videoclip que llança el cor usant el nom de Libera: De Profundis, 1995). Es va convertir així en la veu més jove del cor, romanent en ell entorn els deu anys. Actualment és compositor, cantant i director musical; ha estat coautor de diversos musicals i ha participat en bandes sonores, a més de seguir col·laborant amb Libera en la instrumentació i producció musical.
- Alex Baron
- Ben Crawley (n. 1987). Una de les veus principals de Libera en la transició del segle XX al XXI. Cantant per al cor va realitzar enregistraments amb Aled Jones, va posar veu a la banda sonora de la pel·lícula The Snow Queen (2005) i va participar també a El mercader de Venècia (2004). Posteriorment, va estudiar música i es va graduar a la Universitat de York. No va abandonar Libera, sinó que va seguir treballant per al grup com a tècnic de so, i va col·laborar en la composició d'algunes lletres, com "Always with You". Com a director de cor, participa en projectes educatius. Com a compositor, està especialment interessat en la música a cappella contemporània.
- Sam Coates (n. 1988). Membre de Libera entre 1995 i 2005. Posteriorment va convertir-se en director musical de Libera.
- Joe Platt (n. 1991). Stay with me.[3]
- Chris Robson (n. 1989). Actiu entre 1998 i 2005.
- Raoul Neumann (n. 1990).
- Michael Horncastle. Nascut el 1993 i molt conegut per Far away[4] que després també protagonitzaria Tom Cully.
- Thomas Cully.[5] Tom va néixer el 1994. La seva primera aparició pública amb Libera va ser el 2002, cantant un solo dins de "There is a Green Hill" quan comptava encara amb 7 anys. Són a càrrec seu bona part de les notes més altes en l'àlbum Free (2004), on destaca, entre d'altres, un do increïblement alt al final del tema "I Am The Day". Amb el pas dels anys, la seva veu es va tornar fins i tot més prominent. Actualment desenvolupa una carrera musical amb el nom artístic de Jamie Isaac.
- Conor O'Donnell (n. 1992). Amb un gran solo a l'Ave Maria (2007; St Mary's Church, Bourne Street, Londres) amb Tom Cully i participant en els concerts de Leiden del 2007 (Adoramus…).
- Joe Sanders-Wilde (n. 1991).
- Callum Payne (n. 1992).
- Joshua Nathan Madine.[6] Conegut com a Josh, neix el 1994 i s'uneix al cor en 2005. Un dels seus trets personals més característics és l'àmplia somriure que ofereix sempre en les actuacions. A partir de 2006, canta diversos duos, trios i sols. Estant en el grup, es va interessar per la producció musical i va aprendre a tocar diversos instruments i a compondre música (inclòs rock). Li agradava ajudar en la formació dels nous. Després de deixar el cor, va seguir col·laborant amb Libera, i ha participat en algunes de les seves gires per Amèrica tocant el piano. El seu germà Matthew també va formar part del cor.
- Edward (Ed) Day[7] (n. 1995). Fill de l'humorista Kevin Day (Londres, 1965) va ser membre de la formació entre els anys 2004 i 2009. En l'actualitat desenvolupa una carrera com a humorista amb el nom artístic d'Ed Night.
- Liam Connery. Nascut el 1995. Conegut per exemple pels solos a Gaudete[8] o a Sancte[9] amb Tom Cully.
- Benedict Philipp.[10] Fill d'Steve Philipp (1962-2017) va néixer el 1996 i es va unir a Libera poc després de complir els 10 anys, a principis del 2006, i va tenir la seva primera actuació al maig, cantant "Sempiterna", tema de l'àlbum Songs of Praise. Conegut com a mini-Ben (per diferenciar-lo de Ben Crawley, amb qui va coincidir quan aquest era tècnic de so), canta més de 10 solos, incloent "Lacrymosa" i "Going Home", amb Josh Madine i Tom Cully.
- Sam Leggett (n. 1994).
- Joe Snelling (n. 1995).
- Alex Leggett (n. 1996).
- Stefan Leadbeater. Nascut l'any 1998. Entre les seves interpretacions hi ha How Shall I Sing That Majesty,[11] amb Eoghan McCarthy, Ciaran Bradbury-Hickey i altres.
- Daniel Fontannaz (n. 1995).
- Kavana Crossley (n. 1998).
- Flynn Marks (n. 1999).
- James Mordaunt (n. 1999).
- Freddie Ingles (n. 2000).
- Matthew Rangel-Alveras (n. 1999).
- Jakob De Menezes-Wood. (n. 1997).
- Ralph Skan. Nascut l'any 1998. Protagonista destacat de Song of Life[12] (2011)
- Sammy Moriarty (n. 1998).
- James Threadgill (n. 1997)
- Alfie Smart (n. 1998).
- Carlos Rodríguez (n. 1998).
- Luke Collins (n. 1998).
- Eoghan McCarthy. Nascut el 1999.
- Cassius O'Connell-White (n. 2001). Un dels protagonistes de Carol of the Bells,[13] un dels temes nadalencs més escoltats del grup.
- Isaac London. Nascut l'any 2003 entra a Libera als set anys. La seva forta veu de soprano lidera bona part dels temes en la segona dècada del segle xxi. Bon exemple d'això són "Sancta Will Find You" (2015),[14] el gran èxit "Angel" (2015)[15] o la interpretació que porta a terme del clàssic irlandès Danny Boy a cappella en el concert de la catedral de Guildford el 2015.[16]
- Matthew Jansen[17] (n. 2000).
- Barney Lindsell (n. 2000).
- Ciaran Bradbury-Hickey. Nascut l'any 2002.
- Thomas Delgado-Little. Nascut l'any 2002 i conegut pel solo de l'Ave Maria de Franz Schubert[18] o per Benedictus Deus,[19] entre d'altres.
- Jude Collins (n. 2001).
- Michael Ustynovych-Repa (n. 2002). Actiu entre el 2011 i el 2013.
- Dylan Duffy (n. 2001).
- Lucas Wood (n. 2003).
- Sam Wiggin (n. 2001). El seu germà Victor Wiggin també és membre de la formació des del 2016.
- Ben Fairman (n. 2002).
- Rocco Tesei. Nascut l'any 2005 interpreta un solo a In Paradisum.[20] El seu germà Romeo (n. 2008) també forma part de Libera.
- Alexander Gula (n. 2005).
- Leo Barron (n. 2005). Actiu a Libera des del 2014.
- Merlin Brouwer (n. 2004). Actiu des de l'any 2014. Conegut pels seus solos a From a Distance[21] i a Nearer My God To Thee.[22]
- Dominik Clarke (n. 2007). Actiu a Libera des del 2018 i conegut per O For The Wings (2020),[23] Sing Lullaby (The Infant King)[24] o per Cum Dederit (2021).[25]
- Frederick Mushrafi (n. 2009). Actiu des del 2018 i molt conegut per l'exitós Ave Verum by Albinoni.[26]
- Mitchel Guy. Actiu des del 2022 i conegut per Love Shine a Light.[27]